# Amstel Gold Race 2018
La 53.ª edición de la clásica ciclista Amstel Gold Race fue una carrera en los Países Bajos el 15 de abril de 2018 sobre un recorrido de 263 kilómetros entre la ciudad de Maastricht y la ciudad de Berg en Terblijt.
La carrera, además de ser la primera clásica de las Ardenas, hizo parte del UCI WorldTour 2018, siendo la decimosexta competición del calendario de máxima categoría mundial.
La carrera fue ganada por el corredor danés Michael Valgren del equipo Astana, en segundo lugar Roman Kreuziger (Mitchelton-Scott) y en tercer lugar Enrico Gasparotto (Bahrain-Merida).

## Recorrido
El recorrido de este año cambió en comparación a la edición anterior, con 35 cotas y como principal novedad de que la última cota no fue la tradicional cota del Cauberg si no en la cota de Bemelerberg a 5,6 kilómetros de meta, y finalizando en la villa de Berg en Terblijt. Eso significa que también se pasa cuatro veces por la línea de meta, con el primer paso por el Cauberg en el kilómetro 52,5 y se regresará a unos 85 kilómetros del final para iniciar las cotas más duras, como el Loorberg, Eyserbosweg y, sobre todo, el Keutenberg con sus rampas cercanas al 20%. Y tras todos esos pasos se buscan diferentes bucles en los que se pasan por las tradicionales carreteras estrechas, que sin embargo es difícil que sean determinantes antes de la última de estas vueltas, de solamente 18 kilómetros y cuatro cotas que decidirán la carrera.
| Cotas de la carrera |                |              |                 |           |
| Número              | Nombre         | Longitud (m) | Pendiente media | Km a meta |
| ------------------- | -------------- | ------------ | --------------- | --------- |
| 1                   | Slingerberg    | 1200         | 5,4 %           | 254,8     |
| 2                   | Adsteeg        | 620          | 4,7 %           | 249,9     |
| 3                   | Lange Raarberg | 1000         | 4,3 %           | 241,7     |
| 4                   | Bergseweg      | 2200         | 3,4 %           | 225,7     |
| 5                   | Sibbergrubbe   | 2000         | 4,1 %           | 214       |
| 6                   | Cauberg        | 1500         | 7 %             | 209,6     |
| 7                   | Geulhemmerberg | 1000         | 5,8 %           | 204,9     |
| 8                   | Heiweg         | 1300         | 7 %             | 185,5     |
| 9                   | Kalleberg      | 1500         | 5,1 %           | 181,5     |
| 10                  | Wolfsberg      | 500          | 5,8 %           | 174,5     |
| 11                  | Loorberg       | 1600         | 5,1 %           | 171       |
| 12                  | Schweiberg     | 3000         | 3,7 %           | 159,5     |
| 13                  | Camerig        | 3600         | 7 %             | 153,1     |
| 14                  | Vaalserberg    | 2600         | 4,2 %           | 141,8     |
| 15                  | Gemmenicherweg | 2000         | 5,4 %           | 137,2     |
| 16                  | Vijlenerbos    | 1800         | 5,1 %           | 133,4     |
| 17                  | Eperheide      | 2300         | 4,5 %           | 124,7     |
| 18                  | Gulperberg     | 1100         | 5,2 %           | 115,9     |
| 19                  | Plettenberg    | 1200         | 3,7 %           | 112,3     |
| 20                  | Eyserweg       | 2100         | 4,4 %           | 110,1     |
| 21                  | Huls           | 900          | 8,3 %           | 105,5     |
| 22                  | Vrakelberg     | 600          | 7,7 %           | 100,1     |
| 23                  | Sibbergrubbe   | 2000         | 4,1 %           | 92,2      |
| 24                  | Cauberg        | 1500         | 7 %             | 87,8      |
| 25                  | Geulhemmerberg | 1000         | 5,8 %           | 83,1      |
| 26                  | Bemelerberg    | 1200         | 4 %             | 70,1      |
| 27                  | Loorberg       | 1600         | 5,1 %           | 54,6      |
| 28                  | Gulperberg     | 600          | 9,8 %           | 44,7      |
| 29                  | Kruisberg      | 800          | 8,4 %           | 39,3      |
| 30                  | Eyserbosweg    | 1100         | 7,9 %           | 37,3      |
| 31                  | Fromberg       | 1200         | 4,8 %           | 33,5      |
| 32                  | Keutenberg     | 1700         | 6,1 %           | 29        |
| 33                  | Cauberg        | 1500         | 7 %             | 18,9      |
| 34                  | Geulhemmerberg | 1000         | 5,8 %           | 14,2      |
| 35                  | Bemelerberg    | 1200         | 4 %             | 5,6       |

## Equipos participantes
Tomarán parte en la carrera 25 equipos: 18 de categoría UCI WorldTour 2018 invitados por la organización; y 7 de categoría Profesional Continental. Formando así un pelotón de 175 ciclistas de los que acabaron 96. Los equipos participantes fueron:
| WorldTeams (18)- Quick-Step Floors - Lotto Soudal - Lotto NL-Jumbo - Team Sunweb - Sky - Groupama-FDJ - AG2R La Mondiale - Movistar Team - Katusha-Alpecin - BMC Racing Team - EF Education First-Drapac p/b Cannondale - Trek-Segafredo - UAE Team Emirates - Bahrain-Merida - Bora-Hansgrohe - Astana - Dimension Data - Mitchelton-Scott Equipos continentales profesionales (7)- Vital Concept - Roompot-Nederlandse Loterij - Nippo-Vini Fantini-Europa Ovini - Israel Cycling Academy - Sport Vlaanderen-Baloise - Wanty-Groupe Gobert - Aqua Blue Sport |
| |

## Clasificaciones finales
- Las clasificaciones finalizaron de la siguiente forma:[6]

### Clasificación general
| \| Clasificación general \| Clasificación general \| Clasificación general \| Clasificación general \| Clasificación general \| \| Ciclista \| Ciclista \| Equipo \| Tiempo \| \| \| --------------------- \| --------------------- \| ------------------------- \| --------------------- \| --------------------- \| \| 1.º \| Michael Valgren \| Astana \| 6 h 40 min 07 s \| \| \| 2.º \| Roman Kreuziger \| Mitchelton-Scott \| + 0 s \| \| \| 3.º \| Enrico Gasparotto \| Bahrain-Merida \| + 2 s \| \| \| 4.º \| Peter Sagan \| Bora-Hansgrohe \| + 19 s \| \| \| 5.º \| Alejandro Valverde \| Movistar Team \| + 19 s \| \| \| 6.º \| Tim Wellens \| Lotto-Soudal \| + 19 s \| \| \| 7.º \| Julian Alaphilippe \| Quick-Step Floors \| + 19 s \| \| \| 8.º \| Jakob Fuglsang \| Astana \| + 23 s \| \| \| 9.º \| Lawson Craddock \| EF Education First-Drapac \| + 30 s \| \| \| 10.º \| Jelle Vanendert \| Lotto-Soudal \| + 36 s \| \| \| 11.º \| Daryl Impey \| Mitchelton-Scott \| + 53 s \| \| \| 12.º \| Preben Van Hecke \| Sport Vlaanderen-Baloise \| + 53 s \| \| \| 13.º \| Philippe Gilbert \| Quick-Step Floors \| + 53 s \| \| \| 14.º \| Greg Van Avermaet \| BMC Racing Team \| + 53 s \| \| \| 15.º \| Rudy Molard \| Groupama-FDJ \| + 53 s \| \| |                    |                           |                 |
| |                    |                           |                 |
| Fuente: ProCyclingStats |                    |                           |                 |
| Clasificación general |                    |                           |                 |
| Ciclista | Ciclista           | Equipo                    | Tiempo          |
| 1.º | Michael Valgren    | Astana                    | 6 h 40 min 07 s |
| 2.º | Roman Kreuziger    | Mitchelton-Scott          | + 0 s           |
| 3.º | Enrico Gasparotto  | Bahrain-Merida            | + 2 s           |
| 4.º | Peter Sagan        | Bora-Hansgrohe            | + 19 s          |
| 5.º | Alejandro Valverde | Movistar Team             | + 19 s          |
| 6.º | Tim Wellens        | Lotto-Soudal              | + 19 s          |
| 7.º | Julian Alaphilippe | Quick-Step Floors         | + 19 s          |
| 8.º | Jakob Fuglsang     | Astana                    | + 23 s          |
| 9.º | Lawson Craddock    | EF Education First-Drapac | + 30 s          |
| 10.º | Jelle Vanendert    | Lotto-Soudal              | + 36 s          |
| 11.º | Daryl Impey        | Mitchelton-Scott          | + 53 s          |
| 12.º | Preben Van Hecke   | Sport Vlaanderen-Baloise  | + 53 s          |
| 13.º | Philippe Gilbert   | Quick-Step Floors         | + 53 s          |
| 14.º | Greg Van Avermaet  | BMC Racing Team           | + 53 s          |
| 15.º | Rudy Molard        | Groupama-FDJ              | + 53 s          |

## UCI World Ranking
La Amstel Gold Race otorga puntos para el UCI WorldTour 2018 y el UCI World Ranking, este último para corredores de los equipos en las categorías UCI WorldTeam, Profesional Continental y Equipos Continentales. Las siguientes tablas muestran el baremo de puntuación y los 10 corredores que obtuvieron más puntos:
| Posición   | 1.º | 2.º | 3.º | 4.º | 5.º | 6.º | 7.º | 8.º | 9.º | 10.º | 11.º | 12.º | 13.º | 14.º | 15.º | 16.º-20.º | 21.º-30.º | 31.º-50.º | 51.º-55.º | 56.º-60.º |
| Puntuación | 500 | 400 | 325 | 275 | 225 | 175 | 150 | 125 | 100 | 85   | 70   | 60   | 50   | 40   | 35   | 30        | 20        | 10        | 5         | 3         |

| Clasificación |                    |                           |        |
| Posición      | Ciclista           | Equipo                    | Puntos |
| ------------- | ------------------ | ------------------------- | ------ |
| 1.º           | Michael Valgren    | Astana                    | 500    |
| 2.º           | Roman Kreuziger    | Mitchelton-Scott          | 400    |
| 3.º           | Enrico Gasparotto  | Bahrain-Merida            | 325    |
| 4.º           | Peter Sagan        | Bora-Hansgrohe            | 275    |
| 5.º           | Alejandro Valverde | Movistar                  | 225    |
| 6.º           | Tim Wellens        | Lotto Soudal              | 175    |
| 7.º           | Julian Alaphilippe | Quick-Step Floors         | 150    |
| 8.º           | Jakob Fuglsang     | Astana                    | 125    |
| 9.º           | Lawson Craddock    | EF Education First-Drapac | 100    |
| 10.º          | Jelle Vanendert    | Lotto Soudal              | 85     |